# Arbitre (escrime)
Pour les articles homonymes, voir Arbitre et Arbitre sportif.

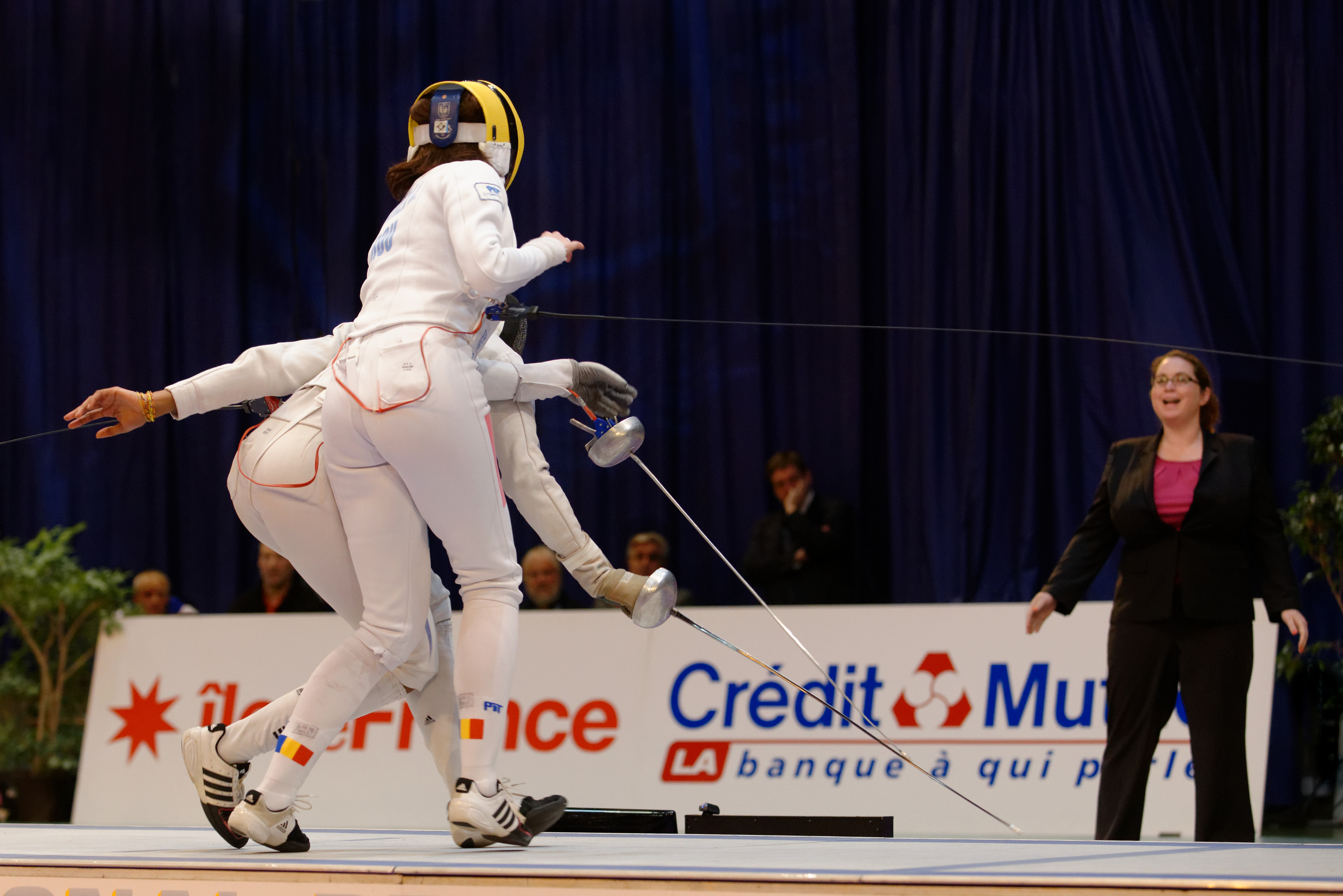
Arbitre d'escrime en train d'arrêter un combat.

Un arbitre d'escrime (ou président du jury) est la personne qui dirige les matchs lors des compétitions de ce sport. Il doit appliquer à la lettre les différents règlements (FIE, FFE).

## Rôle de l'arbitre
L'arbitre a plusieurs responsabilités durant une compétition. De fait, il ne peut cumuler plusieurs fonctions.

### Avant un match

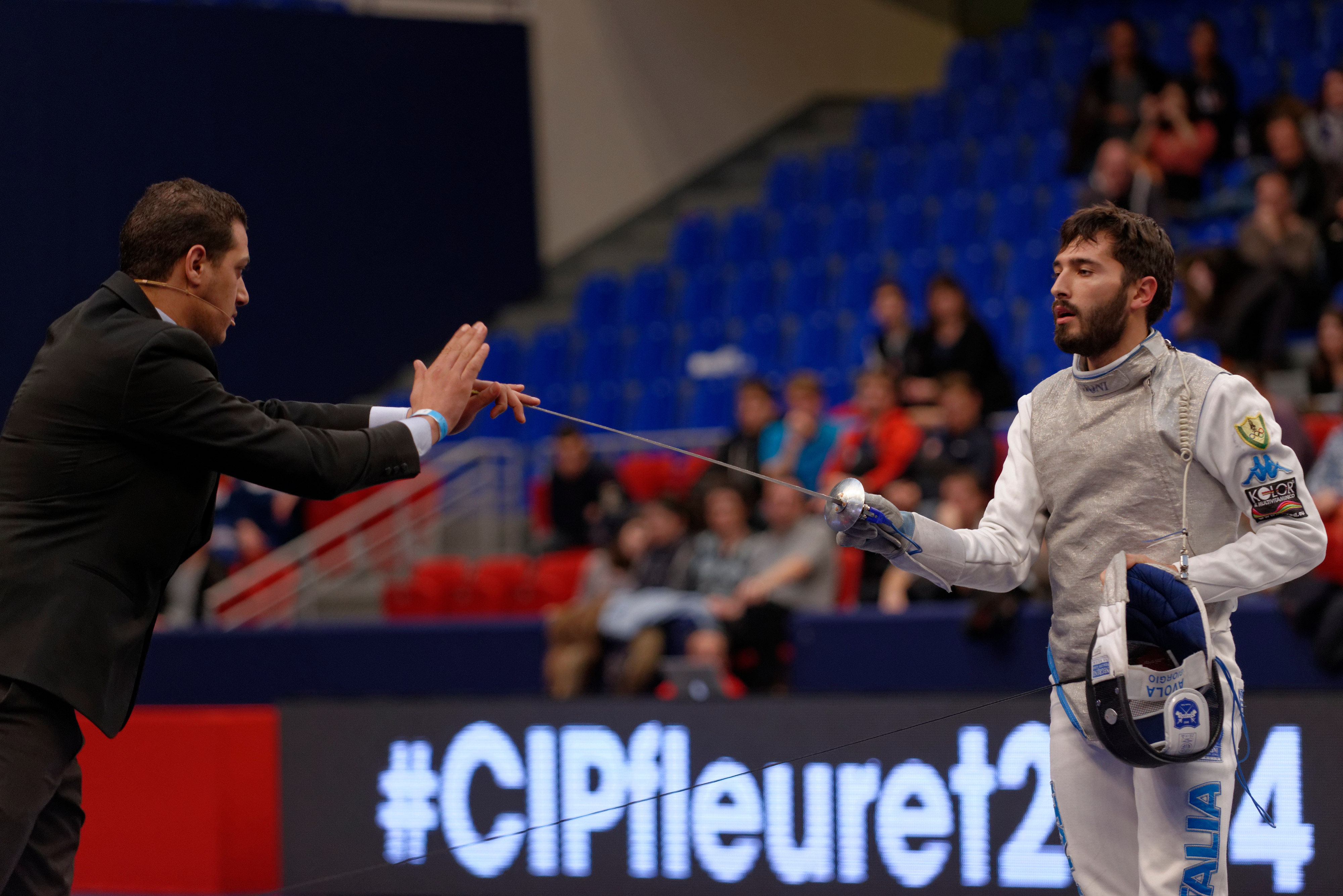
Arbitre d'escrime vérifiant la pointe d'un fleuret.

L'arbitre doit appeler les participants, contrôler leur matériel et vérifier l'état de la piste.

### Pendant un match
L'arbitre doit :
- diriger le match
- faire respecter l'ordre
- sanctionner les fautes
- juger les touches.

L'arbitre utilise une gestuelle précise, en plus d'énoncer la phrase d'armes.

### Après un match
L'arbitre annonce clairement le ou la vainqueur du match et veille au respect des règles. Il doit également remplir la fiche de résultats.

### Sanctions

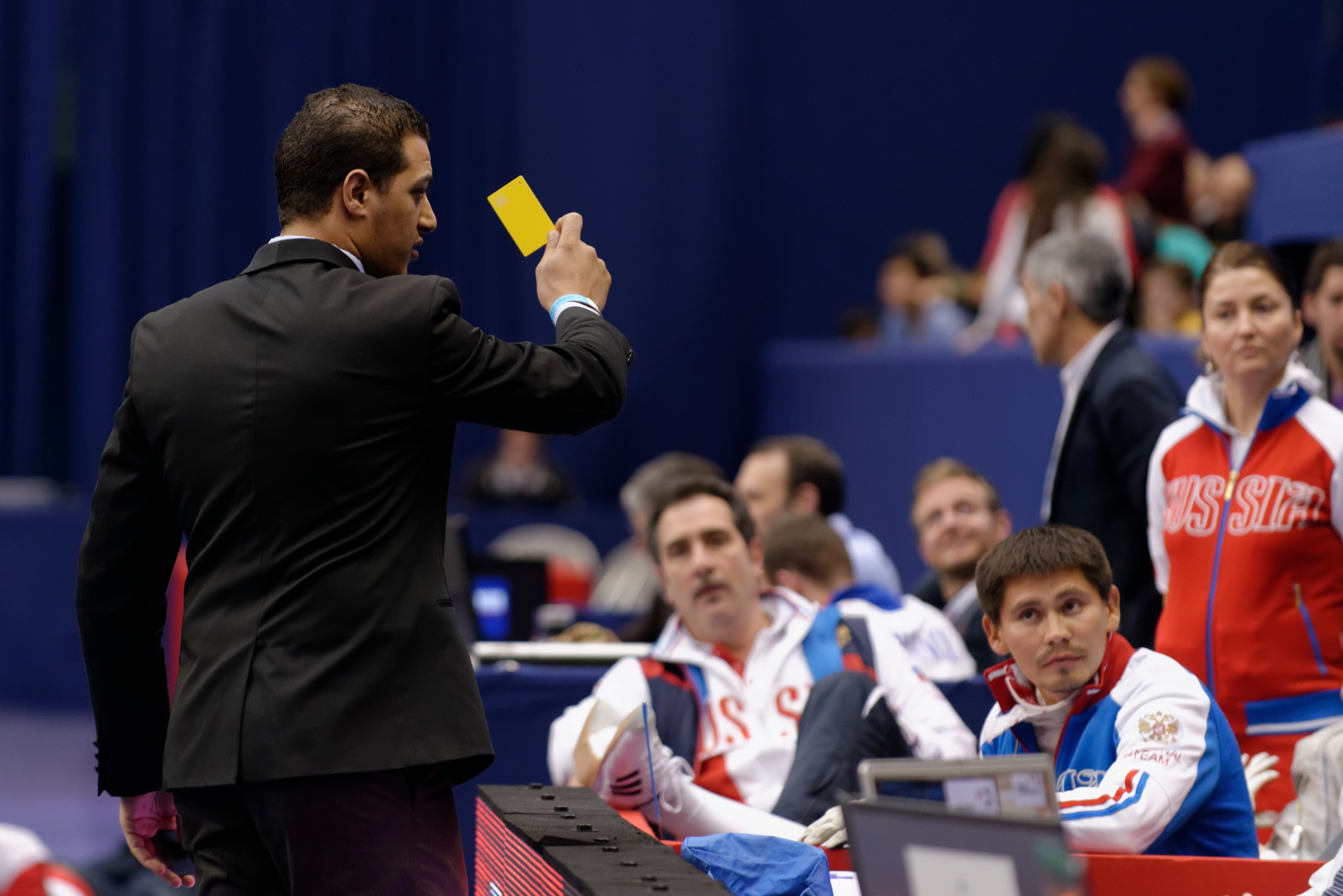
Un arbitre d'escrime avertissant un entraîneur russe pour trouble au bon ordre de l'assaut.

L'arbitre peut affliger plusieurs sanctions.
| Symbole | Échelle des sanctions | Effet                       |
| ------- | --------------------- | --------------------------- |
|         | carton jaune          | Avertissement               |
|         | Carton rouge          | Touche de pénalité          |
|         | Expulsion             | Exclusion définitive du jeu |

Depuis 2019, la passivité est également sanctionnée avec des cartons différents et non cumulables avec les précédents : les cartons P.
| Symbole | Échelle des sanctions | Effet                                                                         |
| ------- | --------------------- | ----------------------------------------------------------------------------- |
|         | carton jaune P        | Avertissement                                                                 |
|         | carton rouge P        | Touche de pénalité                                                            |
|         | carton noir P         | Perte du match, suivant les scores et les classements en début de compétition |

### Assistance
L'arbitre peut être assisté de 4 assesseurs ou juges de main (2 de chaque côté). De plus, dans certaines compétitions, une assistance vidéo peut être disponible.

## Les niveaux

### Arbitre international
Ce niveau est reconnu par la FIE. Il donne droit à la participation aux compétitions internationales, ainsi que celles de niveau inférieur.

### Arbitre national
Ce niveau est décerné par la fédération nationale de l'arbitre. Il permet d'arbitrer les compétitions nationales, ainsi que certaines compétitions internationales.

### Spécificités nationales
Chaque fédération possède une Commission Nationale d'Arbitrage (CNA) qui forme ses arbitres.

#### En Belgique
La liste des catégories est disponible sur le site de la Fédération :
- national « niveau 1 »
- national « niveau 2 »
- stagiaire
- sous évaluation.

#### En France
Un règlement d'arbitrage spécifie les différents niveaux et les formations associées :
- régional : compétitions régionales, circuits nationaux et certains championnats nationaux
- universitaire : équivalent régional
- interdépartemental : compétition interdépartementales et régionales
- blason vert : compétitions club.